# Copa da AFC de 2012 - Fase de Grupos
Sumário das partidas da fase de grupos da Copa da AFC de 2012.
Um total de 32 equipes, 20 da Ásia Ocidental e 12 da Ásia Oriental, irão competir na Fase de grupos da Copa da AFC de 2012. 28 equipes com entradas diretas e 3 equipes perdedoras do Fase preliminar da Liga dos Campeões da AFC de 2012 (duas da Ásia Ocidental e uma da Ásia Oriental).
Os 32 times foram sorteados em oito grupos de quatro. O sorteio da fase de grupos foi realizada em Kuala Lumpur, Malásia em 6 de dezembro de 2011.
Os vencedores e segundos classificados de cada grupo avançam para a Oitavas de final.

## Grupos

### Grupo A
| 6 de março de 2012 | Al-Qadsia                   | 2 – 0     | Al-Suwaiq | Mohammed Al-Hamad Stadium, Hawalli             |
| 18:30 UTC+3        | Al Mutairi 8' · Al Soma 51' | Relatório |           | Público: 1 000 Árbitro: IRN Yadollah Jahanbazi |

| 6 de março de 2012 | Al-Faisaly Club | 1 – 1     | Al-Ittihad      | Amman International Stadium, Amman       |
| 18:00 UTC+2        | Al-Sheikh 30'   | Relatório | Fares 49' (pên) | Público: 4 000 Árbitro: KOR Kim Sang-Woo |

| 20 de março de 2012 | Al-Suwaiq | 0 – 0     | Al-Faisaly Club | Estádio de Seebe, Seebe                          |
| 19:30 UTC+4         |           | Relatório |                 | Público: 500 Árbitro: SRI Hettikankanamge Perera |

| 20 de março de 2012 | Al-Ittihad | 1 – 0     | Al-Qadsia | Mohammed Al-Hamad Stadium, Hawalli (Kuwait)1        |
| 19:00 UTC+3         | Kalasi 23' | Relatório |           | Público: 1 000 Árbitro: BHR Jameel Juma Abdulhusain |

| 3 de abril de 2012 | Al-Suwaiq                      | 2 – 0     | Al-Ittihad | Estádio de Seebe, Seebe           |
| 16:00 UTC+4        | Al-Jalabubi 23' · Al-Saadi 83' | Relatório |            | Público: 300 Árbitro: CHN Ma Ning |

| 3 de abril de 2012 | Al-Qadsia | 1 – 2     | Al-Faisaly Club             | Mohammed Al-Hamad Stadium, Hawalli       |
| 18:45 UTC+3        | Keita 14' | Relatório | Al-Maharmeh 53' · Hayel 73' | Público: 1 000 Árbitro: HKG Liu Kwok Man |

| 11 de abril de 2012 | Al-Ittihad | 0 – 2     | Al-Suwaiq                         | Estádio de Seebe, Seebe (Omã)1           |
| 16:00 UTC+3         |            | Relatório | Gaye 23' · Sami Mubarak Saleh 78' | Público: 150 Árbitro: THA Chaiya Mahapab |

| 11 de abril de 2012 | Al-Faisaly Club         | 1 – 1     | Al-Qadsia                 | Amman International Stadium, Amman         |
| 18:00 UTC+3         | Ahmad Hayel Ibrahim 78' | Relatório | Bader Al Mutawa 73' (pên) | Público: 4 500 Árbitro: KSA Marai Al Awaji |

| 25 de abril de 2012 | Al-Suwaiq | 1 – 5     | Al-Qadsia                                                         | Estádio de Seebe, Seebe               |
| 19:30 UTC+4         | Gaye 24'  | Relatório | Al-Enezi 2', 31' · Al Fadhel 70' · Al Mutairi 74' · Al-Mutawa 79' | Público: 500 Árbitro: JAP Jumpei Iida |

| 25 de abril de 2012 | Al-Ittihad    | 1 – 4     | Al-Faisaly Club                                    | Amman International Stadium, Amman (Jordânia)1  |
| 19:00 UTC+3         | Ewerson 90+1' | Relatório | Al-Maharmeh 5' · Attiah 38' · Ahmed Hayel 81', 87' | Público: 4 500 Árbitro: IRN Akbar Bakhshi Zadeh |

| 9 de maio de 2012 | Al-Faisaly Club             | 2 – 3     | Al-Suwaiq                              | Amman International Stadium, Amman       |
| 18:00 UTC+3       | Hayel 34' · Al-Maharmeh 86' | Relatório | Al Nofli 8' · Abdallah 48' · Saleh 84' | Público: 1 000 Árbitro: IND Singh Pratap |

| 9 de maio de 2012 | Al-Qadsia                                              | 5 – 2     | Al-Ittihad                | Mohammed Al-Hamad Stadium, Hawalli           |
| 19:15 UTC+3       | Hadj Aïssa 2', 48' · Al Mutairi 41', 52' · Al Soma 45' | Relatório | Omar 32' · Al Hasan 90+3' | Público: 3 800 Árbitro: QAT Banjar Al-Dosari |

Notas
- Nota 1: Devido a crise política na Síria, a AFC solicitou aos clubes sírios receberem suas partidas em locais neutros.[2]

### Grupo B
| 6 de março de 2012 | East Bengal FC | 0 – 1     | Al-Oruba          | Salt Lake Stadium, Kolkata                            |
| 15:00 UTC+5:30     |                | Relatório | Adisa 45+1' (pên) | Público: 10 000 Árbitro: BGD Shamsuzzaman Tayeb Hasan |

| 6 de março de 2012 | Arbil   | 1 – 1     | Kazma        | Franso Hariri Stadium, Arbil                                 |
| 18:00 UTC+3        | Efe 78' | Relatório | Al Harby 71' | Público: 12 000 Árbitro: UAE Mohammed Abdulla Hassan Mohamed |

| 20 de março de 2012 | Al-Oruba        | 2 – 2     | Arbil                  | Franso Hariri Stadium, Arbil (Iraque)2         |
| 16:00 UTC+3         | Naggar 66', 87' | Relatório | Sabagh 42' · Radhi 54' | Público: 10 000 Árbitro: OMA Yaqoob Abdul Baqi |

| 20 de março de 2012 | Kazma                                   | 3 – 0     | East Bengal FC | Al-Sadaqua Walsalam Stadium, Kuwait City   |
| 18:30 UTC+3         | Nasser 38' · Al Wuhaib 44' · Jammeh 58' | Relatório |                | Público: 1 000 Árbitro: KSA Marai Al Awaji |

| 4 de abril de 2012 | East Bengal FC | 0 – 2     | Arbil                        | Salt Lake Stadium, Kolkata                  |
| 15:15 UTC+5:30     |                | Relatório | Radhi 76' · Al Hussain 90+4' | Público: 10 000 Árbitro: SIN Leow Thiam Hoe |

| 4 de abril de 2012 | Al-Oruba        | 1 – 2     | Kazma                        | Al-Sadaqua Walsalam Stadium, Kuwait City (Kuwait)2 |
| 17:25 UTC+3        | Abdulkareem 34' | Relatório | Nasser 74' (pên) · Faraj 85' | Público: 324 Árbitro: UZB Vladislav Tseytlin       |

| 10 de abril de 2012 | Arbil                             | 2 – 0     | East Bengal FC | Franso Hariri Stadium, Arbil            |
| 18:00 UTC+3         | Al Hussain 45+1' (pên), 47' (pên) | Relatório |                | Público: 5 000 Árbitro: LIB Ali Sabbagh |

| 10 de abril de 2012 | Kazma      | 1 – 1     | Al-Oruba       | Al-Sadaqua Walsalam Stadium, Kuwait City |
| 18:45 UTC+3         | Nasser 86' | Relatório | Alao 57' (pên) | Público: 500 Árbitro: SIN Sukhbir Singh  |

| 25 de abril de 2012 | Al-Oruba                                 | 4 – 1     | East Bengal FC | Petra Stadium, Amman (Jordânia)2          |
| 16:00 UTC+3         | Duke 6', 34' · Sharyan 59' · Al-Gabr 71' | Relatório | Edmilson 78'   | Público: 600 Árbitro: PAK Khurram Shahzad |

| 25 de abril de 2012 | Kazma              | 1 – 2     | Arbil                    | Al-Sadaqua Walsalam Stadium, Kuwait City |
| 18:45 UTC+3         | Nasser 45+3' (pen) | Relatório | Halgurd 16' · Khalaf 57' | Público: 400 Árbitro: HKG Ng Kai Lam     |

| 9 de maio de 2012 | East Bengal FC | 1 – 2     | Kazma                | Salt Lake Stadium, Kolkata               |
| 15:30 UTC+5:30    | Edmilson 17'   | Relatório | Ajmi 7' · Ajmi 90+1' | Público: 1 000 Árbitro: KOR Kim Sang-Woo |

| 9 de maio de 2012 | Arbil                 | 2 – 1     | Al-Oruba     | Franso Hariri Stadium, Arbil                 |
| 18:30 UTC+3       | Karim 32' · Radhi 62' | Relatório | Al-Ghazi 12' | Público: 6 000 Árbitro: JOR Naser Al Ghafari |

Notas
- Nota 2: Devido a crise política no Iêmen, a AFC solicitou aos clubes iemenitas receberem suas partidas em locais neutros.

### Grupo C
| 7 de março de 2012 | Al-Kuwait     | 1 – 5     | Al-Ettifaq                                                  | Al Kuwait Sports Club Stadium, Kuwait      |
| 18:30 UTC+3        | Rogerinho 86' | Relatório | Tagliabué 51' (pên), 53', 81' · Al-Salem 78' · Walibi 90+4' | Público: 2 000 Árbitro: KOR Kim Jong-Hyeok |

| 7 de março de 2012 | Al-Ahed                                                    | 5 – 3     | VB                                      | Camille Chamoun Sports City Stadium, Beirute   |
| 17:45 UTC+2        | Chaito 29' · Lambin 32' · Dakik 54' · Atwi 77' · Zreik 80' | Relatório | Cengiz 56', 65' · Tadevosyan 90' (g.c.) | Público: 1 100 Árbitro: UZB Vladislav Tseytlin |

| 21 de março de 2012 | VB                        | 2 – 2     | Al-Kuwait               | Rasmee Dhandu Stadium, Malé         |
| 21:00 UTC+5         | Wright 32' · Shamweel 54' | Relatório | Khamis 73' · Fané 90+2' | Público: 1 000 Árbitro: CHN Wang Di |

| 21 de março de 2012 | Al-Ettifaq | 0 – 0     | Al-Ahed | Prince Mohamed bin Fahd Stadium, Dammam               |
| 20:25 UTC+3         |            | Relatório |         | Público: 2 360 Árbitro: QAT Banjar Mohammed Al-Dosari |

| 3 de abril de 2012 | Al-Ahed | 0 – 4     | Al-Kuwait                                        | Camille Chamoun Sports City Stadium, Beirute |
| 17:45 UTC+3        |         | Relatório | Rogerinho 2' · Al-Shammari 20' · Khamis 50', 80' | Público: 1 500 Árbitro: KYR Timur Faizullin  |

| 3 de abril de 2012 | VB                                        | 3 – 6     | Al-Ettifaq                                                          | Rasmee Dhandu Stadium, Malé                 |
| 21:00 UTC+5        | Mansaray 39' · Shamweel 59' · Hussain 63' | Relatório | Tagliabué 5', 10', 35' · Al-Hamed 43' · Al Thyab 48' · Al-Sulim 90' | Público: 1 000 Árbitro: PAK Khurram Shahzad |

| 11 de abril de 2012 | Al-Kuwait    | 1 – 0     | Al-Ahed | Al Kuwait Sports Club Stadium, Kuwait        |
| 18:45 UTC+3         | Ali Baba 82' | Relatório |         | Público: 2 000 Árbitro: JOR Naser Al-Ghafary |

| 11 de abril de 2012 | Al-Ettifaq                    | 2 – 0     | VB | Prince Mohamed bin Fahd Stadium, Dammam           |
| 20:30 UTC+3         | Al-Mubarak 51' · Al-Sulim 62' | Relatório |    | Público: 1 632 Árbitro: BHR Salah Abbas Al-Abbasi |

| 24 de abril de 2012 | VB | 0 – 1     | Al-Ahed      | Rasmee Dhandu Stadium, Malé           |
| 21:00 UTC+5         |    | Relatório | Ali Bazzi 9' | Público: 300 Árbitro: MYA Sgt Win Cho |

| 24 de abril de 2012 | Al-Ettifaq         | 2 – 2     | Al-Kuwait              | Prince Mohamed bin Fahd Stadium, Dammam        |
| 20:40 UTC+3         | Tagliabué 56', 90' | Relatório | Fané 42' · Kandari 51' | Público: 1 500 Árbitro: JAP Hiroyoshi Takayama |

| 8 de maio de 2012 | Al-Kuwait                                                                | 7 – 1     | VB            | Al Kuwait Sports Club Stadium, Kuwait                  |
| 19:15 UTC+3       | Al Kandari 3' · Rogerinho 43' · Khamis 61' · Nsemen 68', 85' · Aly 90+1' | Relatório | Naattey 45+3' | Público: 200 Árbitro: OMA Ibrahim Mubarak Ali Al Hosni |

| 8 de maio de 2012 | Al-Ahed     | 1 – 3     | Al-Ettifaq                                       | Camille Chamoun Sports City Stadium, Beirute       |
| 20:00 UTC+3       | Zreik 90+2' | Relatório | Al Mubarak 39' · Al Theyab 89' · Al-Shehri 90+4' | Público: 200 Árbitro: IRQ Ali Sabah Adday Al-Qaysi |

### Grupo D
| 7 de março de 2012 | Neftchi Farg'ona                | 2 – 1     | Al-Wehdat       | Fargona Stadium, Fergana                               |
| 15:00 UTC+5        | Alijonov 8' (pên) · Berdiev 79' | Relatório | Shelbaieh 90+1' | Público: 10 350 Árbitro: QAT Banjar Mohammed Al-Dosari |

| 7 de março de 2012 | Al-Oruba    | 1 – 0     | Salgaocar | Estádio de Seebe, Seebe              |
| 19:00 UTC+4        | Darwish 67' | Relatório |           | Público: 200 Árbitro: HKG Ng Kai Lam |

| 21 de março de 2012 | Salgaocar                   | 2 – 2     | Neftchi Farg'ona            | Fatorda Stadium, Margao                         |
| 17:45 UTC+5:30      | Sueoka 45+2' · Oliveira 82' | Relatório | Isroilov 26' · Alijonov 59' | Público: 5 250 Árbitro: TKM Charymurat Kurbanov |

| 21 de março de 2012 | Al-Wehdat                 | 2 – 1     | Al-Oruba    | King Abdullah Stadium, Amman           |
| 18:00 UTC+2         | Salah 41' · Shelbaieh 67' | Relatório | Darwish 75' | Público: 2 000 Árbitro: KUW Ali Shaban |

| 4 de abril de 2012 | Neftchi Farg'ona                             | 3 – 1     | Al-Oruba       | Fargona Stadium, Fergana                                 |
| 16:00 UTC+5        | Yaqubov 12' · Berdiev 42' (pên) · Saidov 61' | Relatório | Teixeira 90+4' | Público: 14 000 Árbitro: MYS Mohd Nafeez Bin Abdul Wahab |

| 4 de abril de 2012 | Al-Wehdat                                                                | 5 – 0     | Salgaocar | King Abdullah Stadium, Amman          |
| 18:00 UTC+3        | Deeb 25' (pên) · Elias 47' · Al-Sabah 72' · Shelbaieh 90' · Hwaiti 90+3' | Relatório |           | Público: 6 541 Árbitro: IRQ Ali Sabah |

| 10 de abril de 2012 | Al-Oruba | 0 – 0     | Neftchi Farg'ona | Estádio de Seebe, Seebe                |
| 16:00 UTC+4         |          | Relatório |                  | Público: 100 Árbitro: KOR Ko Hyung Jin |

| 10 de abril de 2012 | Salgaocar | 1 – 2     | Al-Wehdat                 | Fatorda Stadium, Margao                 |
| 15:45 UTC+5:30      | Ahmed 71' | Relatório | Hwaiti 8' · Shelbaieh 82' | Público: 5 000 Árbitro: JPN Iida Jumpei |

| 24 de abril de 2012 | Salgaocar                                      | 3 – 1     | Al-Oruba         | Fatorda Stadium, Margao                 |
| 15:45 UTC+5:30      | Fernandes 45+1' · Gonsalves 48' · Oliveira 64' | Relatório | Danilo 81' (pen) | Público: 3 007 Árbitro: VIE Vo Minh Tri |

| 24 de abril de 2012 | Al-Wehdat                           | 3 – 1     | Neftchi Farg'ona | King Abdullah Stadium, Amman                   |
| 18:00 UTC+3         | Shelbaieh 5', 57' · Husamaldean 84' | Relatório | Isroilov 34'     | Público: 9 206 Árbitro: IRN Jahanbazi Yadollah |

| 8 de maio de 2012 | Neftchi Farg'ona          | 3 – 0     | Salgaocar | Fargona Stadium, Fergana                   |
| 16:30 UTC+5       | Pavel 1', 50' · Anvar 79' | Relatório |           | Público: 14 000 Árbitro: YEM Al-Yarimi Ali |

| 8 de maio de 2012 | Al-Oruba                                 | 4 – 2     | Al-Wehdat                 | Estádio de Seebe, Seebe                  |
| 19:00 UTC+4       | Thuwaini 19', 31' · Khamis 34' · Ali 89' | Relatório | Deeb 29' · Ra'fat Ali 86' | Público: 210 Árbitro: KSA Marai Mohammed |

### Grupo E
| 6 de março de 2012 | Al-Tilal    | 1 – 2     | Safa          | Camille Chamoun Sports City Stadium, Beirute (Líbano)3 |
| 17:45 UTC+3        | Boqshan 40' | Relatório | Azar 21', 52' | Público: 500 Árbitro: TKM Charymurat Kurbanov          |

| 6 de março de 2012 | Al-Shorta                    | 3 – 2     | Al-Zawra'a                  | Petra Stadium, Amman (Jordânia)4                  |
| 15:00 UTC+2        | Leonardo 23' · Rafe 69', 71' | Relatório | Jabbar 60' · Saad 85' (pên) | Público: 400 Árbitro: KSA Marai Mohammed Al-Awaji |

| 20 de março de 2012 | Al-Zawra'a                                                             | 5 – 0     | Al-Tilal | Duhok Stadium, Dohuk                                        |
| 15:30 UTC+3         | Mohammed Saad 27' (pên), 52' · Hesham Mohammed 59', 84' · Ali Saad 87' | Relatório |          | Público: 3 000 Árbitro: UAE Mohammed Abdulla Hassan Mohamed |

| 20 de março de 2012 | Safa | 0 – 2     | Al-Shorta       | Camille Chamoun Sports City Stadium, Beirute |
| 17:00 UTC+2         |      | Relatório | Rafe 73', 90+3' | Público: 100 Árbitro: JOR Naser Al-Ghafary   |

| 3 de abril de 2012 | Al-Zawra'a  | 1 – 0     | Safa | Duhok Stadium, Dohuk                          |
| 15:30 UTC+3        | Ibrahim 85' | Relatório |      | Público: 3 500 Árbitro: OMA Yaqoob Abdul Baqi |

| 3 de abril de 2012 | Al-Shorta                          | 3 – 0     | Al-Tilal | Prince Mohammed Stadium, Zarqa (Jordânia)4  |
| 19:00 UTC+2        | Rafe 63' · Al Waked 72' · Awad 76' | Relatório |          | Público: 150 Árbitro: KUW Yousef Al-Marzouq |

| 11 de abril de 2012 | Al-Tilal | 0 – 2     | Al-Shorta                       | Petra Stadium, Amman (Jordânia)3                   |
| 16:00 UTC+3         |          | Relatório | Hurmuz 80' (g.c.) · Abadi 90+2' | Público: 100 Árbitro: BAN Shamsuzzaman Tayeb Hasan |

| 11 de abril de 2012 | Safa       | 1 – 0     | Al-Zawra'a | Camille Chamoun Sports City Stadium, Beirute |
| 17:00 UTC+3         | Atwi 90+1' | Relatório |            | Público: 300 Árbitro: KUW Ali Shaban         |

| 25 de abril de 2012 | Al-Zawra'a                      | 2 – 1     | Al-Shorta | Duhok Stadium, Dohuk                              |
| 16:00 UTC+3         | Qasem 58' · Hesham Mohammed 65' | Relatório | Rafe 86'  | Público: 3 000 Árbitro: BHR Salah Abbas Al-Abbasi |

| 25 de abril de 2012 | Safa           | 1 – 0     | Al-Tilal | Camille Chamoun Sports City Stadium, Beirute |
| 17:00 UTC+3         | Al-Zoughbi 10' | Relatório |          | Público: 75 Árbitro: KGZ Dmitry Mashentsev   |

| 9 de maio de 2012 | Al-Tilal | 0 – 2     | Al-Zawra'a            | Duhok Stadium, Dohuk (Iraque)3             |
| 16:00 UTC+3       |          | Relatório | Sabah 13' · Ahmad 77' | Público: 1 500 Árbitro: SIN Leow Thiam Hoe |

| 9 de maio de 2012 | Al-Shorta                 | 3 – 2     | Safa                     | King Abdullah Stadium, Amman (Jordânia)4     |
| 19:00 UTC+3       | Rafe 18', 50' · Habib 70' | Relatório | Saadi 20' · Kaddoura 90' | Público: 100 Árbitro: IRN Yadollah Jahanbazi |

Notas
- Nota 3: Devido a crise política no Iêmen, a AFC solicitou aos clubes iemenitas receberem suas partidas em locais neutros.[3]
- Nota 4: Devido a crise política na Síria, a AFC solicitou aos clubes sírios receberem suas partidas em locais neutros.

### Grupo F
| 6 de março de 2012 | Song Lam Nghe An | 0 – 1     | Terengganu | Vinh Stadium, Vinh                           |
| 16:00 UTC+7        |                  | Relatório | Manaf 51'  | Público: 6 142 Árbitro: AUS Strebre Delovski |

| 6 de março de 2012 | Kitchee                           | 3 – 1     | Tampines Rovers | Tseung Kwan O Sports Ground, Hong Kong  |
| 20:00 UTC+8        | Liang Zicheng 3', 62' · Jordi 66' | Relatório | Ali 20'         | Público: 1 314 Árbitro: MYA Sgt Win Cho |

| 20 de março de 2012 | Terengganu | 0 – 2     | Kitchee                      | Sultan Ismail Nasiruddin Shah Stadium, Kuala Terengganu |
| 16:45 UTC+8         |            | Relatório | Tarrés 44' · Chu Siu Kei 75' | Público: 6 500 Árbitro: TPE Yu Ming-hsun                |

| 20 de março de 2012 | Tampines Rovers | 0 – 0     | Song Lam Nghe An | Jalan Besar Stadium, Singapura    |
| 19:30 UTC+8         |                 | Relatório |                  | Público: 368 Árbitro: CHN Ma Ning |

| 4 de abril de 2012 | Kitchee                      | 2 – 0     | Song Lam Nghe An | Tseung Kwan O Sports Ground, Hong Kong                      |
| 17:00 UTC+8        | Rehman 11' · Chu Siu Kei 73' | Relatório |                  | Público: 1 760 Árbitro: UAE Mohammed Abdulla Hassan Mohamed |

| 4 de abril de 2012 | Tampines Rovers | 0 – 1     | Terengganu | Jalan Besar Stadium, Singapura           |
| 19:30 UTC+8        |                 | Relatório | Joseph 4'  | Público: 801 Árbitro: KOR Kim Jong-Hyeok |

| 10 de abril de 2012 | Terengganu | 0 – 2     | Tampines Rovers | Sultan Ismail Nasiruddin Shah Stadium, Kuala Terengganu |
| 16:45 UTC+8         |            | Relatório | Đurić 37', 90'  | Público: 2 500 Árbitro: TKM Charymurat Kurbanov         |

| 10 de abril de 2012 | Song Lam Nghe An     | 1 – 0     | Kitchee | Vinh Stadium, Vinh                        |
| 16:00 UTC+7         | Nguyễn Hồng Việt 56' | Relatório |         | Público: 1 500 Árbitro: THA Aonruk Apisit |

| 25 de abril de 2012 | Tampines Rovers | 0 – 0     | Kitchee | Jalan Besar Stadium, Singapura                   |
| 19:30 UTC+8         |                 | Relatório |         | Público: 710 Árbitro: SRI Hettikankanamge Perera |

| 25 de abril de 2012 | Terengganu                                            | 6 – 2     | Song Lam Nghe An                        | Sultan Ismail Nasiruddin Shah Stadium, Kuala Terengganu |
| 20:45 UTC+8         | Ashari 5' · Doe 12', 34', 73' · Hadi 38' · Joseph 87' | Relatório | Phạm Văn Quyến 29' · Hoàng Văn Bình 84' | Público: 2 100 Árbitro: IND Pratap Singh                |

| 9 de maio de 2012 | Song Lam Nghe An              | 3 – 0     | Tampines Rovers | Vinh Stadium, Vinh                     |
| 16:00 UTC+7       | Thế Cường 6', 45' · Dieng 20' | Relatório |                 | Público: 800 Árbitro: KOR Ko Hyung-Jin |

| 9 de maio de 2012 | Kitchee       | 2 – 2     | Terengganu                  | Tseung Kwan O Sports Ground, Hong Kong     |
| 20:00 UTC+8       | Jordi 9', 45' | Relatório | Shamsudddin 14' · Yahya 69' | Público: 1 179 Árbitro: THA Chaiya Mahapab |

### Grupo G
| 7 de março de 2012 | Yangon United | 1 – 1     | Chonburi     | Thuwunna Stadium, Yangon           |
| 15:30 UTC+6:30     | Jovanović 41' | Relatório | Sukree 90+3' | Público: 5 500 Árbitro: CHN Fan Qi |

| 7 de março de 2012 | Home United                        | 3 – 1     | Citizen        | Jalan Besar Stadium, Singapura          |
| 19:30 UTC+8        | Ihata 62' · Mendy 66' · Qiu Li 87' | Relatório | Nakamura 45+1' | Público: 1 023 Árbitro: VIE Vo Minh Tri |

| 21 de março de 2012 | Chonburi    | 1 – 0     | Home United | Chonburi Municipality Stadium, Chonburi |
| 19:00 UTC+7         | Ludovic 69' | Relatório |             | Público: 5 158 Árbitro: JPN Jumpei Iida |

| 21 de março de 2012 | Citizen               | 2 – 1     | Yangon United | Mong Kok Stadium, Hong Kong                             |
| 20:00 UTC+8         | Hélio 51' · Baise 90' | Relatório | Jovanović 65' | Público: 1 026 Árbitro: MYS Mohd Nafeez Bin Abdul Wahab |

| 3 de abril de 2012 | Yangon United | 0 – 0     | Home United | Thuwunna Stadium, Yangon                                 |
| 15:30 UTC+6:30     |               | Relatório |             | Público: 4 000 Árbitro: OMA Ibrahim Mubarak Ali Al Hosni |

| 3 de abril de 2012 | Chonburi                         | 2 – 0     | Citizen | Chonburi Municipality Stadium, Chonburi  |
| 19:00 UTC+7        | Therdsak 49' (pên) · Diakité 60' | Relatório |         | Público: 4 364 Árbitro: IND Pratap Singh |

| 11 de abril de 2012 | Home United                 | 3 – 1     | Yangon United | Jalan Besar Stadium, Singapura      |
| 19:30 UTC+8         | Qiu Li 70' · Mendy 75', 80' | Relatório | Ristic 37'    | Público: 3 146 Árbitro: CHN Wang Di |

| 11 de abril de 2012 | Citizen                                                 | 3 – 3     | Chonburi                          | Mong Kok Stadium, Hong Kong                     |
| 20:00 UTC+8         | Nakamura 8' · Chiu Chun Kit 90+1' · Sham Kwok Fai 90+4' | Relatório | Samana 20' · On-Mo 69' · Etae 88' | Público: 1 210 Árbitro: IRN Akbar Bakhshi Zadeh |

| 24 de abril de 2012 | Chonburi    | 1 – 0     | Yangon United | Chonburi Municipality Stadium, Chonburi        |
| 19:00 UTC+7         | Chaiman 63' | Relatório |               | Público: 5 148 Árbitro: UZB Tseytlin Vladislav |

| 24 de abril de 2012 | Citizen           | 1 – 2     | Home United              | Mong Kok Stadium, Hong Kong              |
| 20:00 UTC+8         | Sham Kwok Fai 17' | Relatório | Mendy 77' · Anzité 90+2' | Público: 1 390 Árbitro: TPE Yu Ming-Hsun |

| 8 de maio de 2012 | Yangon United     | 1 – 2     | Citizen                       | Thuwunna Stadium, Yangon                           |
| 15:30 UTC+6:30    | Yan Aung Kyaw 66' | Relatório | Nakamura 6' · Tam Lok Hin 55' | Público: 3 000 Árbitro: SRI Hettikankanamge Perera |

| 8 de maio de 2012 | Home United | 1 – 2     | Chonburi                | Jalan Besar Stadium, Singapura                 |
| 19:30 UTC+8       | Daud 86'    | Relatório | On-Mo 5' · Noppanon 77' | Público: 1 393 Árbitro: JAP Hiroyoshi Takayama |

### Grupo H
| 7 de março de 2012 | Arema      | 1 – 1     | Ayeyawady United   | Gajayana Stadium, Malang                     |
| 15:00 UTC+7        | Chmelo 28' | Relatório | Dhinata 63' (g.c.) | Público: 2 000 Árbitro: OMA Ibrahim Al-Hosni |

| 7 de março de 2012 | Kelantan | 0 – 0     | Navibank Saigon | Bukit Jalil National Stadium, Kuala Lumpur |
| 20:45 UTC+8        |          | Relatório |                 | Público: 5 452 Árbitro: TPE Yu Ming-hsun   |

| 21 de março de 2012 | Ayeyawady United                                    | 3 – 1     | Kelantan    | Thuwunna Stadium, Yangon               |
| 15:30 UTC+6:30      | Nwaneri 6' (g.c.) · Aung Kyaw Myo 42' · Ngangue 81' | Relatório | Ghaddar 66' | Público: 1 500 Árbitro: HKG Ng Kai Lam |

| 21 de março de 2012 | Navibank Saigon       | 3 – 1     | Arema   | Thong Nhat Stadium, Ho Chi Minh         |
| 18:00 UTC+7         | Fonseca 33', 65', 82' | Relatorio | Jati 5' | Público: 4 005 Árbitro: HKG Ng Chiu Kok |

| 4 de abril de 2012 | Navibank Saigon                     | 4 – 1     | Ayeyawady United  | Thong Nhat Stadium, Ho Chi Minh                                     |
| 18:00 UTC+7        | Fonseca 39', 59', 82' · Nghĩa 45+2' | Relatório | Sai Than Aung 48' | Público: 1 500 Árbitro: SRI Hettikankanamge Crishantha Dilan Perera |

| 4 de abril de 2012 | Kelantan              | 3 – 0     | Arema | Bukit Jalil National Stadium, Kuala Lumpur |
| 20:45 UTC+8        | Ghaddar 22', 47', 89' | Relatório |       | Público: 9 245 Árbitro: KOR Kim Sang-Woo   |

| 10 de abril de 2012 | Arema      | 1 – 3     | Kelantan                           | Gajayana Stadium, Malang                        |
| 15:00 UTC+7         | Chmelo 35' | Relatório | Ghaddar 16' (pên), 59' · Zamri 86' | Público: 2 000 Árbitro: SRI Robesh Gamini Nivon |

| 10 de abril de 2012 | Ayeyawady United              | 2 – 0     | Navibank Saigon | Thuwunna Stadium, Yangon                   |
| 15:30 UTC+6:30      | Latiak 39' · Sithu Than 90+1' | Relatório |                 | Público: 522 Árbitro: AUS Strebre Delovski |

| 24 de abril de 2012 | Ayeyawady United | 0 – 3     | Arema                                  | Thuwunna Stadium, Yangon                  |
| 15:30 UTC+6:30      |                  | Relatório | Jati 10' · Amiruddin 28' · Talaohu 45' | Público: 800 Árbitro: KGZ Faizullin Timur |

| 24 de abril de 2012 | Navibank Saigon | 1 – 2     | Kelantan                     | Thong Nhat Stadium, Ho Chi Minh           |
| 18:00 UTC+7         | Fonseca 34'     | Relatório | Mahayuddin 80' · Ghaddar 84' | Público: 1 500 Árbitro: SIN Sukhbir Singh |

| 8 de maio de 2012 | Arema                                                           | 6 – 2     | Navibank Saigon                     | Gajayana Stadium, Malang           |
| 15:00 UTC+7       | Chmelo 8' (pen.), 45+1' · Musafri 34', 38' · Amiruddin 42', 79' | Relatório | Fonseca 64' · Đinh Vũ Hàn Phong 70' | Público: 3 500 Árbitro: CHN Fan Qi |

| 8 de maio de 2012 | Kelantan  | 1 – 0     | Ayeyawady United | Bukit Jalil National Stadium, Kuala Lumpur           |
| 20:45 UTC+8       | Nwoha 47' | Relatório |                  | Público: 7 372 Árbitro: BAN Hasan Tayeb Shamsuzzaman |